# Karnieszewice
Karnieszewice is een plaats in het Poolse district Koszaliński, woiwodschap West-Pommeren. De plaats maakt deel uit van de gemeente Sianów en telt 300 inwoners.